# 麥可·杜卡基斯
迈克尔·斯坦利·杜卡基斯（英語：Michael Stanley Dukakis，1933年11月3日—），美国政治人物，麻薩諸塞州人，曾於1975年至1979年以及1983年至1991年間擔任麻薩諸塞州州長，是麻薩諸塞州在任時間最長、政績最卓著的州長之一，他在州長任內創造了80年代的麻薩諸塞奇蹟，同時他是美國歷史上第二位希臘裔州長。他在1988年的總統選舉中被民主黨提名為總統，但最終輸給了共和黨候選人、時任副總統乔治·赫伯特·沃克·布什 。

## 參選美國總統
杜卡基斯於1987年後半年宣布競選總統，原先不被看好的他在初選中支持率勝過呼聲甚高的田納西州參議員艾伯特·戈爾和黑人民權運動領袖傑西·傑克遜，在選舉中期，杜卡基斯與老布什的支持不分上下，但選舉結果顯示杜卡基斯僅獲得111票選舉人票，以大幅度的差距敗給了老布希的426票。選舉失敗後，杜卡基斯完成了剩餘的兩年麻薩諸塞州州長任期，之後進入美國東北大學擔任教授。

## 晚年生涯
杜卡基斯與越南人阮英俊（Nguyen Anh Tuan）共同創立波士頓全球論壇（Boston Global Forum），並擔任該論壇的主席。
2012年，他表態支持伊莉莎白·華倫的參議員競選活動。

## 家庭

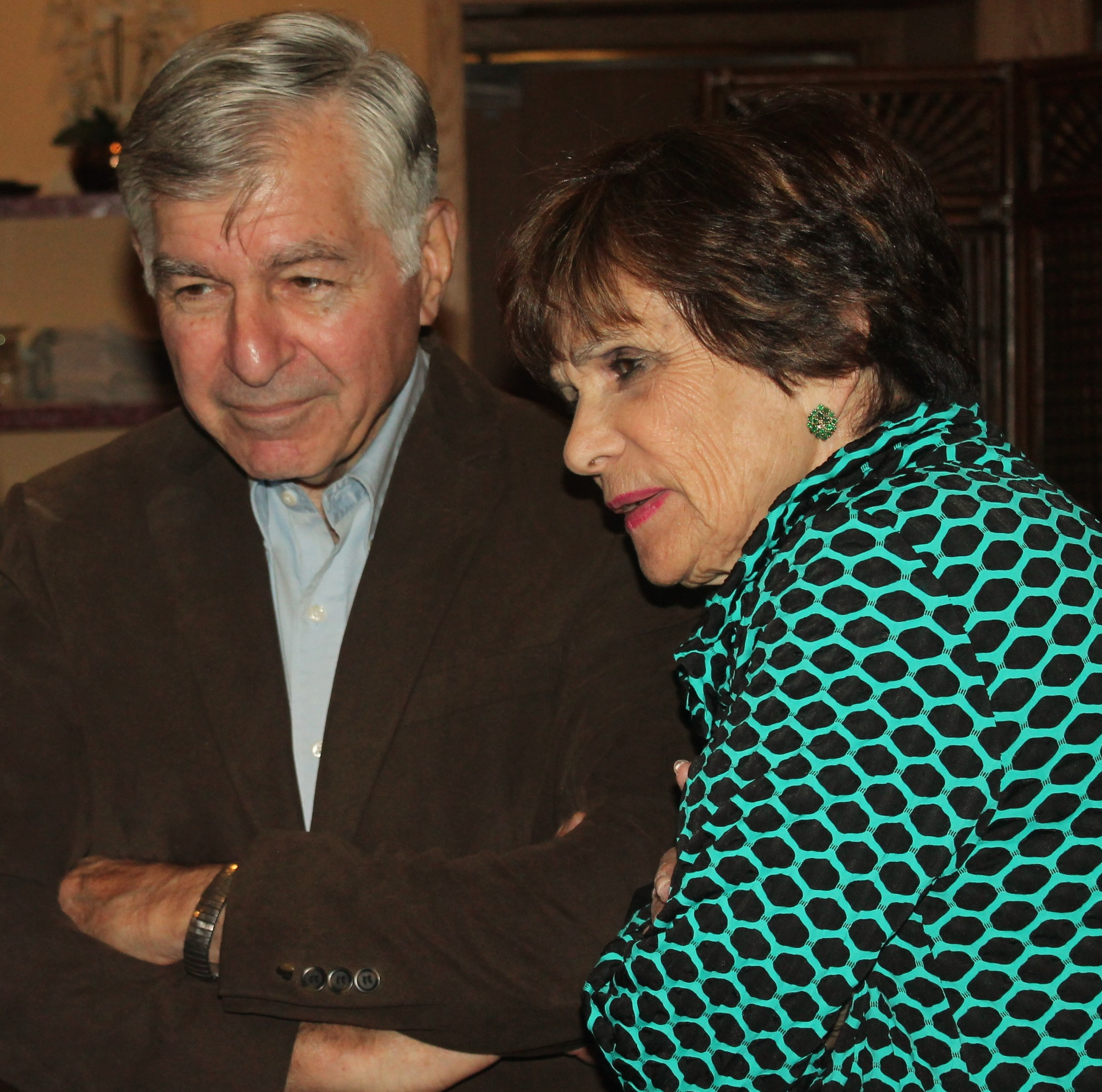
麥可·杜卡基斯與妻子凱蒂·杜卡基斯（2015年）

麥可·杜卡基斯與妻子凱蒂·杜卡基斯於1963年結婚，共有三名子女，在1988年10月13日在洛杉磯舉行的第二次總統辯論中，杜卡基斯透露，他和他的妻子還有另一個孩子，但在出生後大約20分鐘就去世了。麥可·杜卡基斯同時也是女演員奧林匹亞·杜卡基斯的堂弟。
如同多數希臘裔居民，他是一名正教會基督徒。

## 荣誉

### 外国勋章奖章
- 旭日重光章（日本，2012年4月29日公布[6]）

## 外部連結
- 麥可·杜卡基斯在互联网电影资料库（IMDb）上的資料（英文）
- C-SPAN內的頁面（英文）